# Другий храм
Другий Храм в Єрусалимі (івр. בֵּית־הַמִּקְדָּשׁ הַשֵּׁנִי, трансліт. Бейт-ГаМікдаш гаШені, дос. «Другий Дім Святилища») — це центральна святиня юдаїзму, яка існувала з 516 року до н.е. до 70 року н.е. Він був відновлений після повернення єврейського народу з Вавилонського полону і став місцем поклоніння, релігійного життя та національної ідентичності євреїв. Храм замінив Перший Храм (Храм Соломона), зруйнований вавилонянами, і відіграв ключову роль у відродженні духовного життя Ізраїля.
Другий Храм був не лише релігійним центром, але й символом надії на відновлення єврейського народу після років вигнання. Його будівництво розпочалося за підтримки перського царя Кіра Великого, який дозволив євреям повернутися до Єрусалима і відновити священну споруду. Протягом століть Храм залишався осередком храмового служіння, місцем жертвопринесень і релігійних свят.
У 20 році до н.е. Ірод Великий здійснив масштабну реконструкцію Храму, зробивши його архітектурною перлиною стародавнього світу. Проте у 70 році н.е. Другий Храм був зруйнований римлянами під час облоги Єрусалима, що стало однією з найтрагічніших подій в історії юдаїзму.
Сьогодні Другий Храм залишається символом духовного життя єврейського народу та об’єктом археологічних досліджень. Його значення відображене у релігійних текстах, історичних джерелах і сучасній культурі.

## Історичний контекст
Другий Храм з’явився у період відродження юдейської спільноти після одного з найважчих випробувань в її історії — Вавилонського полону та руйнування Першого Храму.

### Руйнація Першого Храму

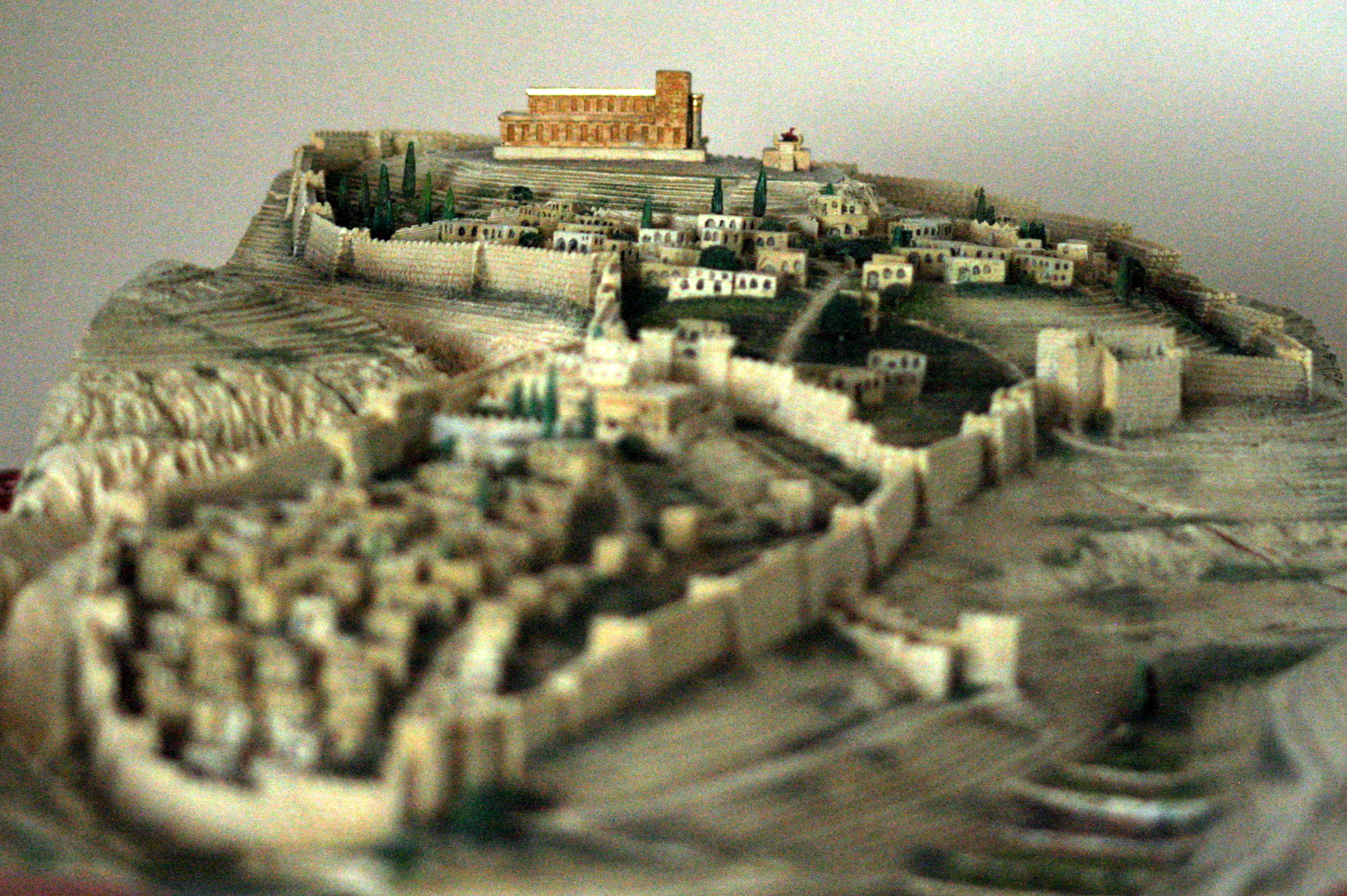
Сучасна реконструкція Єрусалиму в 10 столітті до н. е. із зображенням храму Соломона, який існував на місці до будівництва Другого храму.

Перший Храм, побудований царем Соломоном у X столітті до н.е., був центром релігійного життя єврейського народу. Однак у 586 році до н.е. він був зруйнований вавилонським царем Навуходоносором II після облоги Єрусалима. Руйнування Храму супроводжувалося спустошенням міста, втратою політичної незалежності та примусовим переселенням значної частини населення до Вавилону, що стало відомим як Вавилонський полон.

### Вавилонський полон
Період вигнання став часом глибоких змін у юдейській релігійній практиці:
- Відсутність храму змусила євреїв зосередитися на вивченні священних текстів, що сприяло зміцненню Тори як основи релігійного життя.
- Формування інституту синагог — місць зібрань для молитви і вивчення Закону.
- Посилення месіанських очікувань та прагнення до повернення на землю обітовану.

Ці фактори заклали основу для відродження єврейської громади після повернення з вигнання.

### Едикт Кіра Великого
У 539 році до н.е. Перська імперія під керівництвом Кіра Великого завоювала Вавилон. У 538 році до н.е. Кір видав едикт, який дозволяв юдеям повернутися до Юдеї та відновити свій храм. Цей акт був важливим поворотним моментом, оскільки він:
- Повернув юдеям їхню релігійну свободу.
- Надав фінансову підтримку для відновлення Храму.
- Підкреслив толерантність перської політики щодо завойованих народів.

### Повернення до Юдеї
Перші групи переселенців, очолювані Зоровавелем, повернулися до Єрусалима з великим ентузіазмом. Проте вони зіткнулися з численними труднощами:
- Руїни міста та Храму.
- Протидія сусідніх народів, які не бажали відновлення єврейської державності.
- Економічна та соціальна нестабільність.

Попри ці виклики, юдеї зуміли закласти основу для відновлення Храму, що стало символом їхнього духовного та національного відродження.

## Будівництво Другого Храму (537 рік до н. е. — 516 рік до н. е.)
Після повернення з Вавилонського полону євреї зосередили свої зусилля на відновленні Храму в Єрусалимі, який мав стати символом їхньої релігії, національної єдності та зв’язку з Богом. Будівництво Другого Храму розпочалося близько 537 року до н.е., і цей процес був сповнений як натхнення, так і значних труднощів.
Закладення фундаменту відбулося під керівництвом Зоровавеля, нащадка царської династії Давида, та первосвященика Ісуса (Єшуа). Відновлення стало можливим завдяки декрету перського царя Кіра Великого (Ездри 1: 1–4, 2 Хронік 36 : 22–23 ), який дозволив євреям повернутися до Юдеї, надав кошти та повернув священні предмети, вивезені з Першого Храму. Однак реалізація цього грандіозного задуму стикнулася з численними перешкодами.

На початковому етапі народ з великим ентузіазмом взявся до роботи. Було закладено фундамент, а перші жертви приносилися на відновленому вівтарі ще до завершення будівництва. Цей період наповнений урочистістю, радістю та відчуттям нового початку. Старші покоління, які пам’ятали розкіш Першого Храму, плакали, бо новий фундамент видавався їм надто скромним, у той час як молодь раділа:
«І багато людей підносило голоси радісного вигуку, і голоси радості змішувалися з плачем» (Ездра 3:12-13).
Однак ентузіазм швидко змінився складнощами. Будівництво зіткнулося з сильним опором сусідніх народів, зокрема самарян, які сприймали відновлення Храму як загрозу. Вони намагалися перешкодити роботам, звертаючись зі скаргами до перського двору. Через це будівництво зупинилося на кілька років.

Незважаючи на труднощі, пророки Аггей і Захарія надихнули народ продовжити роботу. Аггей наголошував, що відновлення Храму є ключем до отримання Божого благословення:
«Час вам сидіти в ваших обкладених деревом домах, коли цей дім залишається зруйнованим?» (Аггей 1:4).
Захарія підтримував видінням про майбутню славу Храму, обіцяючи Божу допомогу:
«Не силою і не міццю, а Духом Моїм, говорить Господь» (Захарія 4:6).
Завдяки цьому народ відновив роботи, і до будівництва активно долучилися всі верстви населення: від священиків до простих ремісників. Щодня на будівельному майданчику працювали десятки людей, відновлюючи як внутрішні приміщення, так і стіни, які захищали Храмову гору.
Завершення будівництва відбулося у 516 році до н.е., за часів правління царя Дарія I. Це стало урочистою подією, яку відзначали святковими жертвопринесеннями та молитвами. Було принесено 100 биків, 200 баранів, 400 ягнят, а також 12 козлів як жертву за гріхи 12 колін Ізраїля (Ездра 6:17). Освячення Храму стало символом нової епохи в релігійному житті єврейського народу.
Проте Другий Храм, побудований Зоровавелем, значно поступався Першому Храму за пишністю. У ньому не було ані Ковчега Завіту, ані первосвященницького уріму й туміму, ані священного вогню, який горів у Святая Святих. Ці відсутності викликали сум у старшого покоління, яке пам’ятало славу Першого Храму. Але молодше покоління бачило у Другому Храмі надію на відновлення Божого благословення і майбутню велич народу.

## Реконструкція за Ірода Великого (20 рік до н. е. — 12 рік н. е.)

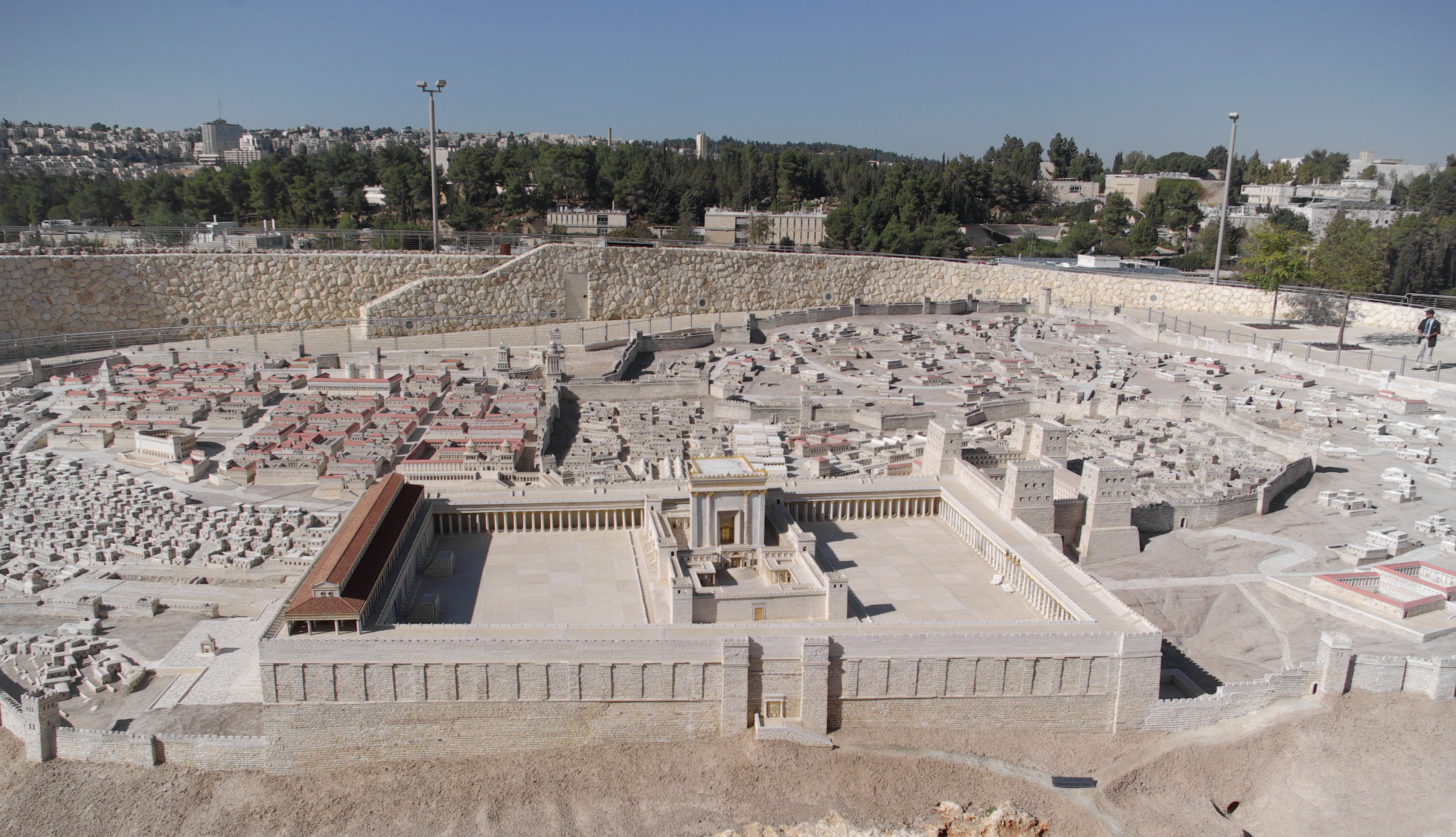
Храм Ірода, як його уявляють на моделі Єрусалиму в Святій землі; захід згори, схід знизу

У 20 році до н.е. Ірод Великий розпочав масштабну реконструкцію Другого Храму, перетворивши його на одну з найграндіозніших споруд античного світу. Основні будівельні роботи тривали близько 8 років і завершилися в 12 році до н.е., але додаткові роботи продовжувалися аж до 64 року н.е., незадовго до руйнування Храму римлянами.

### Мотиви Ірода
Храм Ірода був одним із найбільших будівельних проектів I століття до нашої ери. Йосип Флавій згадує, що Ірод хотів увічнити своє ім’я через будівельні проекти, що його будівельні програми були масштабними й фінансувались завдяки високим податкам, але його шедевром був Єрусалимський храм. Мотиви Ірода включали зміцнення свого авторитету, підвищення престижу Юдеї та створення монументальної спадщини. Для народу реконструкція Храму стала символом відродження величі юдаїзму та єдності.

Хоча народ сприймав реконструкцію як відновлення величі їхньої релігії, багато хто залишався скептичним щодо щирості Ірода через його жорстоку репутацію. Незважаючи на це, реконструйований Храм став центром релігійного та соціального життя юдеїв. Храмові ритуали під час будівництва не зупинялись.

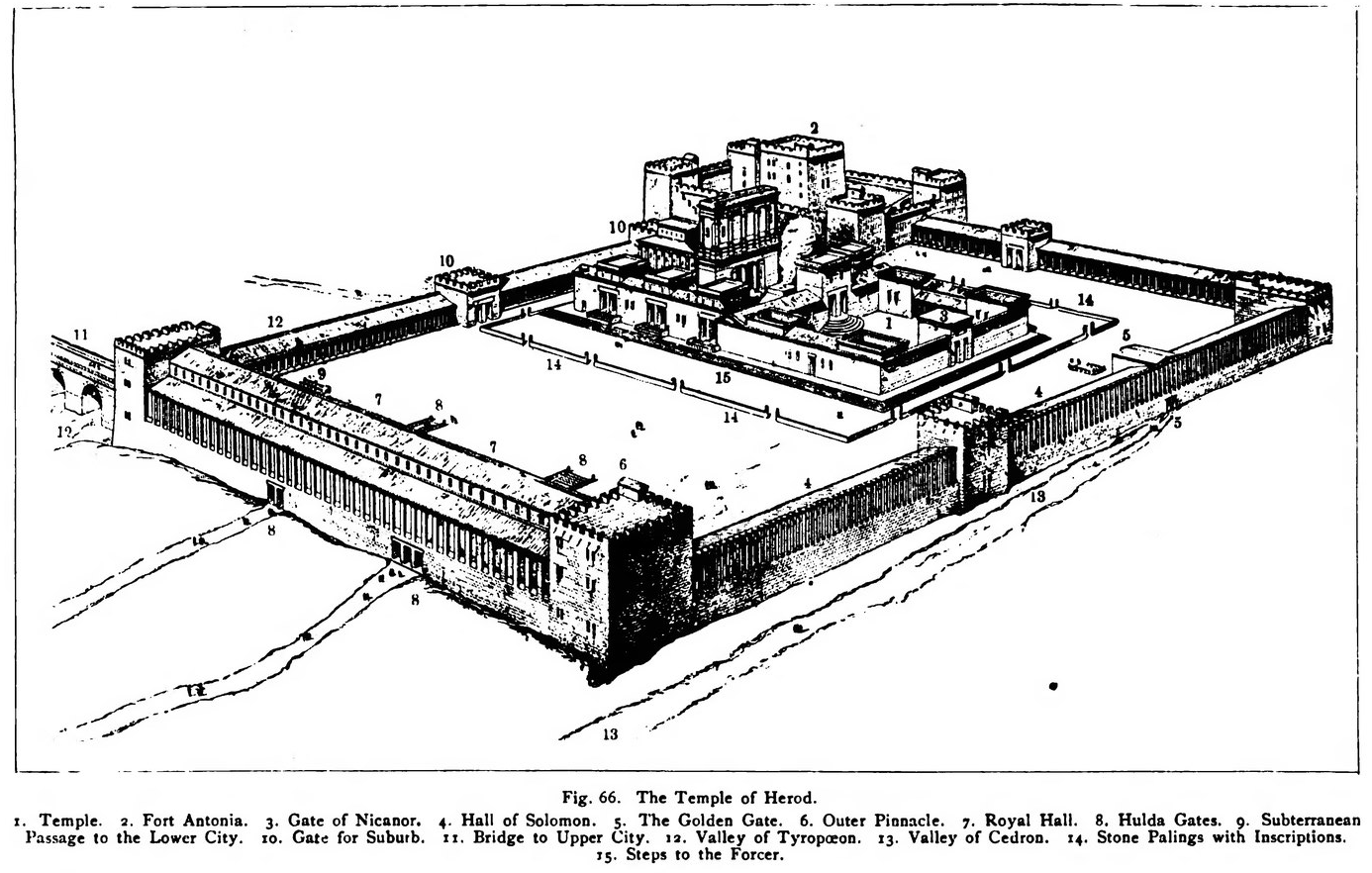
Храм Ірода, з Практичного коментаря до Святого Письма

### Проєкт реконструкції

#### Розширення території
Проєкт охоплював не лише саму будівлю Храму, але й розширення платформи Храмової гори, будівництво монументальних стін і створення складної інфраструктури. До початку робіт, площа комплексу на Храмовій горі спочатку становила 7 гектарів, але Ірод розширив її аж до 14 гекатрів. Храмова гора була значно збільшена, перетворившись на одну з найбільших штучних платформ у світі. Для її підтримки звели стіни, зокрема ту, яка сьогодні відома як Стіна плачу. Сам Храм був прикрашений білим вапняком і золотом, що робило його вражаючим на вигляд. Вхідні брами та двері отримали багате оздоблення, а центральна зала була значно розширена.

#### Побудова внутрішніх та зовнішніх дворів
Реконструкція також передбачала побудову внутрішніх і зовнішніх дворів, які розділялися за релігійною функцією та статусом. Внутрішній двір був доступний лише священикам для виконання жертвопринесень, тоді як зовнішній двір служив місцем збору паломників. Для забезпечення ритуальних обмивань було створено систему водопостачання, а спеціальні сходи та мости з’єднували Храм із прилеглими кварталами Єрусалима.

##### Зовнішній двір

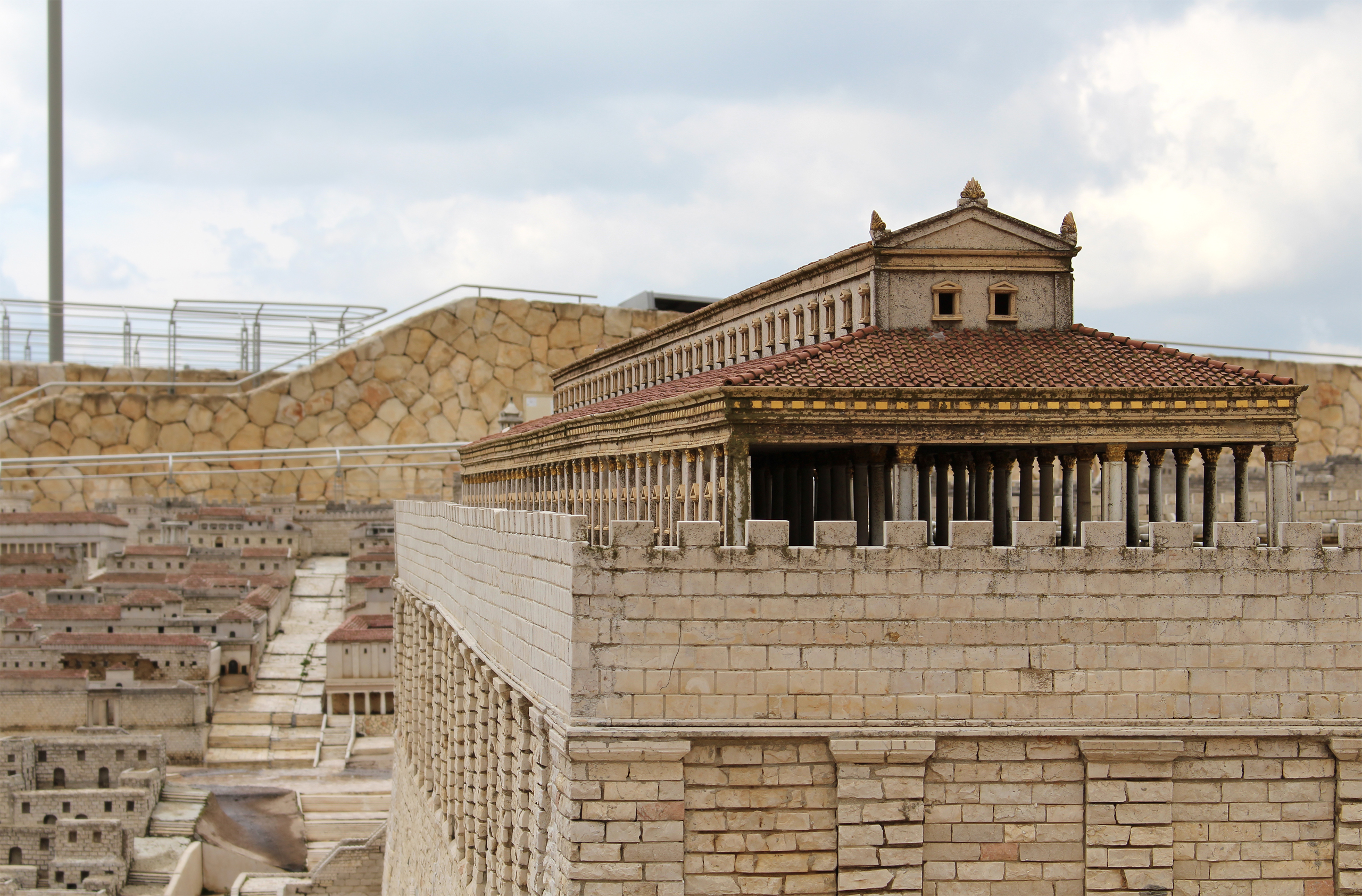
Королівська Стоа на моделі Єрусалиму

Двір язичників (івр. חצר הגויים, трансліт. Хацер га-Гоїм) єдиний зовнішній двір, був переважно базаром, де продавці продавали сувеніри, жертовних тварин, їжу. Також відбувався обмін валюти, причому римська валюта обмінювалася на тирійські гроші, про що також згадується в новозавітній розповіді про Ісуса та торговців з храму, коли Єрусалим був переповнений єврейськими паломниками, які прибули на Песах, можливо, налічуючи 300 000 - 400 000 осіб.
Над воротами Хулди, на стінах Храму, була Королівська Стоа, велика базиліка, яку Йосип Флавій хвалив як «більш гідну згадки, ніж будь-яка інша [споруда] під сонцем»; його основною частиною був довгий Колонний зал, який включає 162 колони, структуровані в чотири ряди. 
Вважається широко визнаним, що Королівська Стоа є частиною праці Ірода; однак нещодавні археологічні знахідки в тунелях Стіни плачу припускають, що вона була побудована у першому столітті н. е. під час правління Агріпаса, а не у першому столітті до нашої ери в часи Ірода. 

##### Внутрішні двори
Жіночий двір (івр. עזרת נשים, трансліт. Азарат Нашім) був найбільш зовнішнім із внутрішніх дворів Храму. Він був доступний не лише жінкам, а й чоловікам, які не могли пройти далі. Назва вказує на те, що це було місце, до якого могли входити жінки, оскільки їм не дозволялося проходити в більш внутрішні двори.
Двір Ізраїлю (івр. עזרת ישראל, трансліт. Азарат Ісраель) був наступним після Жіночого двору і розташовувався ближче до Святая святих. Він був доступний тільки для чоловіків, які виконували ритуальне очищення, і символізував вищий рівень участі в храмовому житті.
Двір священиків (івр. עזרת כהנים, трансліт. Азарат Коганім) був найсвятішою частиною храмового комплексу, доступною лише для священиків (коенів), які виконували храмові ритуали. Він розташовувався безпосередньо перед будівлею Храму та оточував головні ритуальні об’єкти, такі як вівтар і умивальники.
За словами Йосипа Флавія, було десять входів у внутрішні двори: чотири на півдні, чотири на півночі, один на сході та один, що вів зі сходу на захід від Жіночого двору до двору ізраїльтян, який називався Ворота Ніканора. Згідно з Йосипом Флавієм, Ірод Великий поставив золотого орла над великими воротами Храму. 

#### Вершина
Розповіді про спокусу Христа в євангеліях Матвія та Луки свідчать про те, що Другий Храм мав одну або декілька «вершин»:
Тоді він [Сатана] привів Його до Єрусалиму, поставив на вершині храму і сказав Йому: «Якщо Ти Син Божий, кинься звідси додолу».
Використане грецьке слово πτερύγιον ( pterugion ), що буквально означає вежа, вал або вершина.  Згідно з Конкордансом Стронга, це може означати маленьке крило або, розширеня чогось, що може бути схоже на крило, наприклад зубчасту стіну або парапет. Археолог Бенджамін Мазар вважав, що це стосується південно-східного кута Храму з видом на долину Кедрон . 

## Релігійне значення
Другий Храм був єдиним місцем, де виконувалися ритуали, визначені Торою. У ньому зосереджувалося храмове служіння, яке охоплювало:
- Щоденні жертвопринесення.
- Урочисті ритуали під час свят, таких як Песах, Суккот, Шавуот, Рош га-Шана та Йом-Кіпур.
- Храм був кінцевим пунктом паломництва для євреїв із різних частин Юдеї та діаспори.

### Роль священиків і левітів
Священики (коени) та левіти відігравали ключову роль у храмовому служінні.
- Коени виконували жертвопринесення, окроплювали вівтар кров’ю жертв і здійснювали інші ритуали.
- Левіти супроводжували обряди музикою, співами псалмів і забезпечували підтримку храмового порядку.

### Жертвопринесення
Жертвопринесення були основною частиною храмового ритуалу. Вони мали кілька видів:
- Щоденні жертви (Тамід): двічі на день приносили ягня для спокутування гріхів народу.
- Жертви за гріхи: виконувалися для очищення індивідуальних чи колективних гріхів.
- Мирні жертви: символізували подяку Богу за отримані благословення.
- Святкові жертви: приносилися під час релігійних свят, таких як Песах.

Ці обряди символізували духовне очищення, спокуту гріхів і встановлення зв’язку між народом і Богом.

### Святая святих (Кодеш га-Кодашім)
Найсвятішою частиною Храму була Святая святих, розташована в центральній частині будівлі. У Другому Храмі вона мала особливе значення:
- Святая святих була місцем Божої присутності (Шехіна) і була доступна лише первосвященику раз на рік, у день Йом-Кіпур.
- На відміну від Першого Храму, у Святая святих Другого Храму не було Ковчега Завіту. Його функцію виконувало порожнє місце на кам’яній платформі.

### Паломництво
Євреї з віддалених частин Римської імперії прибували на човнах до порту Яффо, де вони приєднувалися до каравану для триденного походу до Святого міста, а потім знаходили житло в одному з багатьох готелів чи хостелів. Потім вони міняли частину своїх профаних (тобто таких що не мають святості) грецьких і римських грошей на єврейські та тирійські, причому останні вважалися релігійними грошима.  

## Руйнування

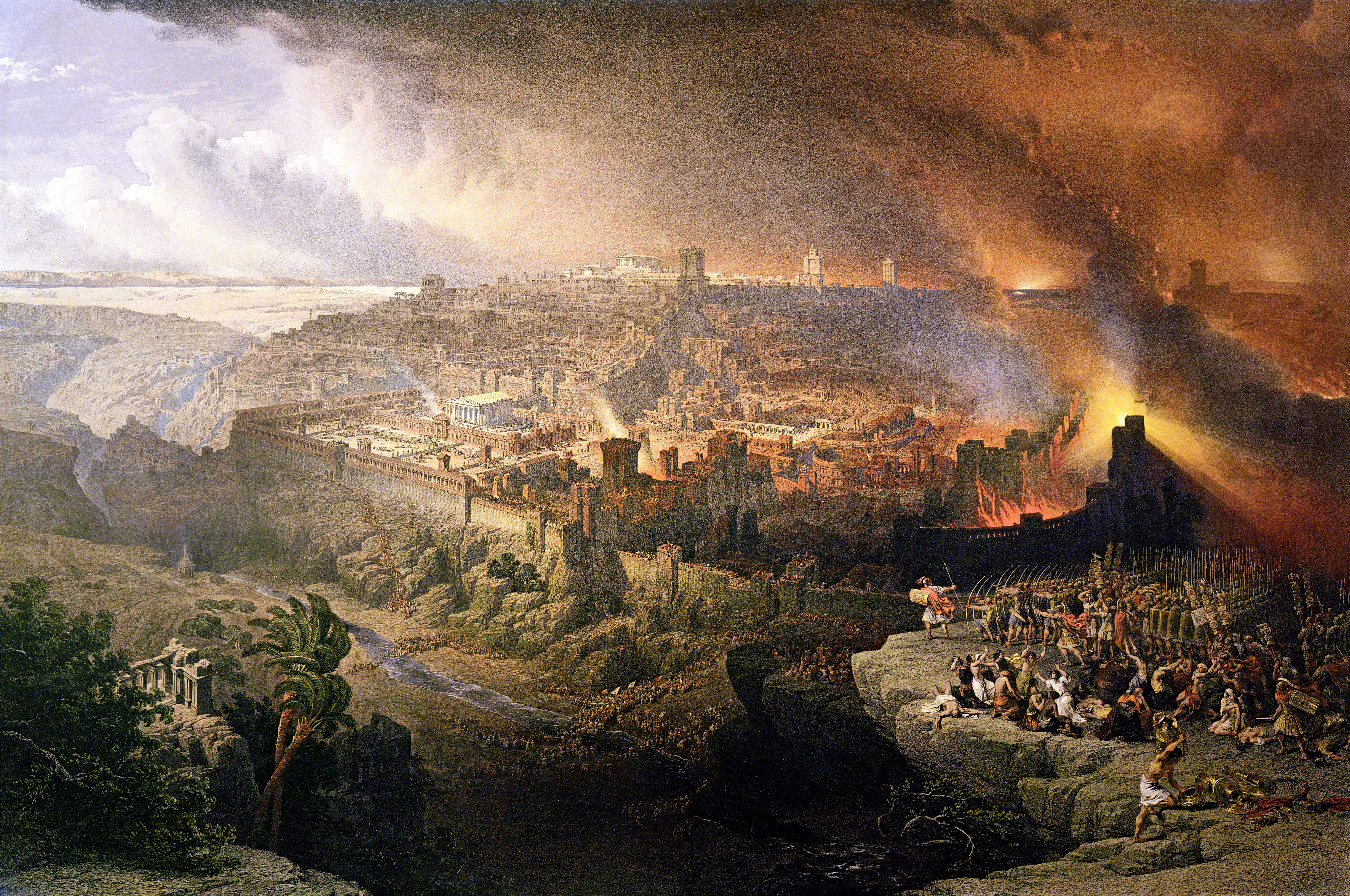
Облога та руйнування Єрусалиму римлянами (картина Девіда Робертса, 1850 р.). Дивлячись на південний захід

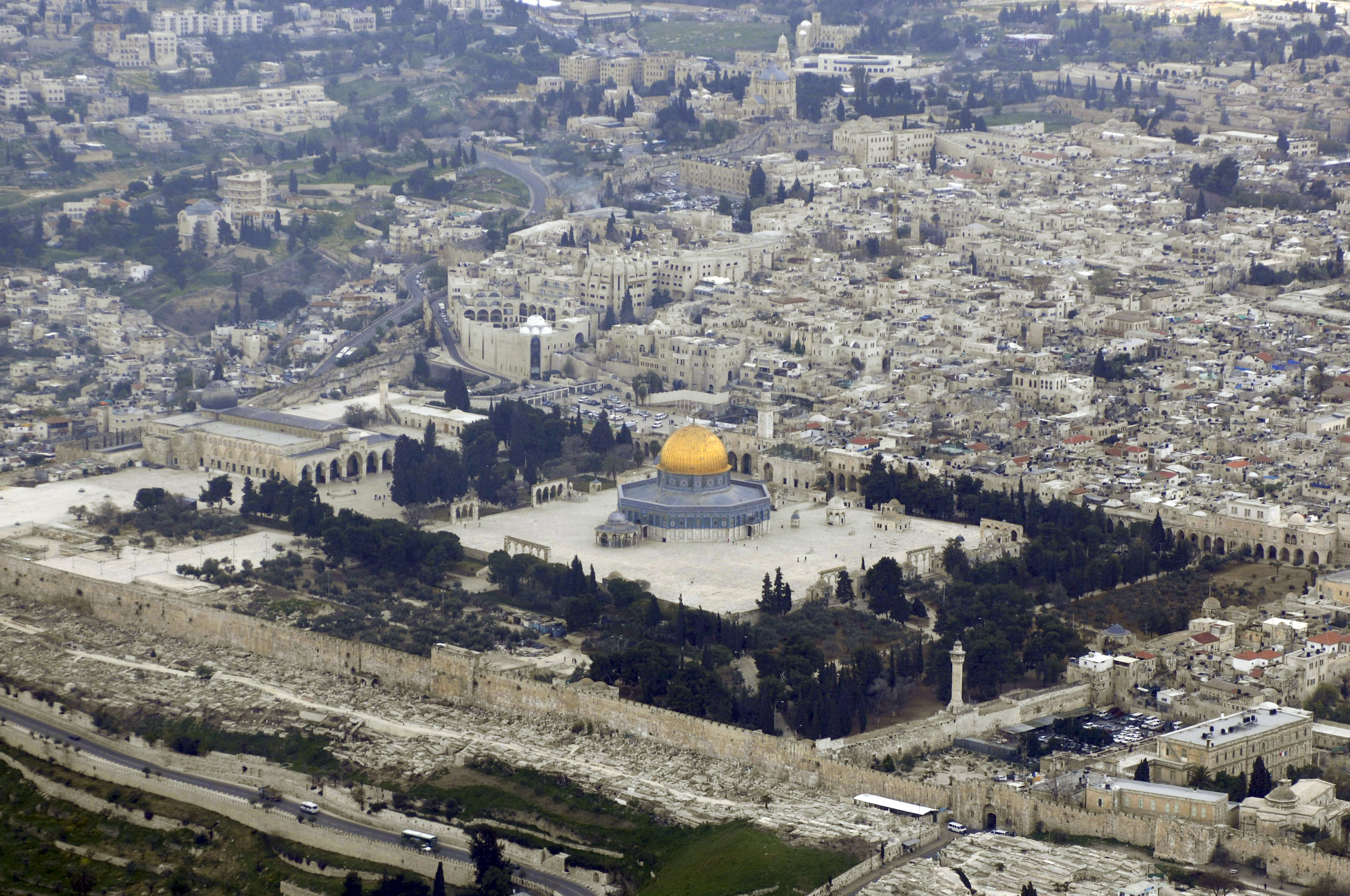
Сучасний вид на Храмову гору на південний захід із видимим золотим Куполом Скелі в центрі та мечеттю Аль-Акса ліворуч за деревами. Навколо гори можна побачити частини Старого міста Єрусалиму.

У 66 році нашої ери єврейське населення повстало проти Римської імперії. Через чотири роки, у єврейську календарну дату Тиша бе-ав, або 4 серпня 70 року , римські легіони під керівництвом Тита відбили та знищили більшу частину Єрусалиму та храму Ірода. 
Йосиф Флавій, будучи апологетом імперії, стверджує, що підпал Храму був імпульсивним актом римського солдата, незважаючи на наказ Тита зберегти його. 
Сучасні вчені віддають перевагу погляду що спирається на  пізніші християнські джерела, пов’язані з Тацитом, який припускає, що Тит сам санкціонував знищення . 
Хоча дискусія досі продовжується. 
Арка Тита, яка була побудована в Римі на честь перемоги Тита в Юдеї, зображує римський тріумф, коли солдати несуть здобич із Храму, включаючи храмову менору . Згідно з написом на Колізеї, імператор Веспасіан побудував Колізей з військової здобичі в 79 році, можливо, зі здобичі Другого храму. 
Школи юдаїзму, які базувались в Храмі, втратили свою важливість для Римлян, включаючи священство та садукеїв . 
Храм був на місці, де сьогодні знаходиться Купол Скелі . Ворота були десь біля нинішньої мечеті Аль-Акса, побудованої набагато пізніше.  Хоча євреї продовжували населяти зруйноване місто, імператор Адріан заснував нову римську колонію під назвою Елія Капітоліна . Після повстання Бар-Кохби в 135 році нашої ери багато єврейських громад було вбито. Євреям заборонили в'їзд до Єрусалиму.  Для сповідування римської релігії на місці колишнього храму Ірода був побудований римський храм .
Історичні джерела розповідають, що був зруйнований не тільки єврейський храм, але й усе Нижнє місто Єрусалиму.  Незважаючи на це, згідно з Йосифом Флавієм, Тит не повністю зруйнував вежі (наприклад, вежу Фазаеля, яку зараз помилково називають вежею Давида ), зберігаючи їх як пам'ятник могутності міста.   Мідраш Рабба ( "Ейха Рабба" - до Плачу Єремії 1:32) розповідає про подібний епізод, пов’язаний із знищенням міста, згідно з яким раббан Йоханан бен Заккай під час римської облоги Єрусалиму попросив Веспасіана звільнити найзахідніші ворота міста ( івр. פילי מערבאה), які ведуть до Лоду. Коли місто зрештою було взято, арабські допоміжні війська, які воювали разом з римлянами під командуванням свого генерала Фанджара, також врятували цю найзахіднішу стіну від руйнування. 
Єврейська есхатологія включає віру в те, що Другий храм буде замінено майбутнім Третім храмом в Єрусалимі. 

## Археологія Храму

### Храмові попереджувальні написи

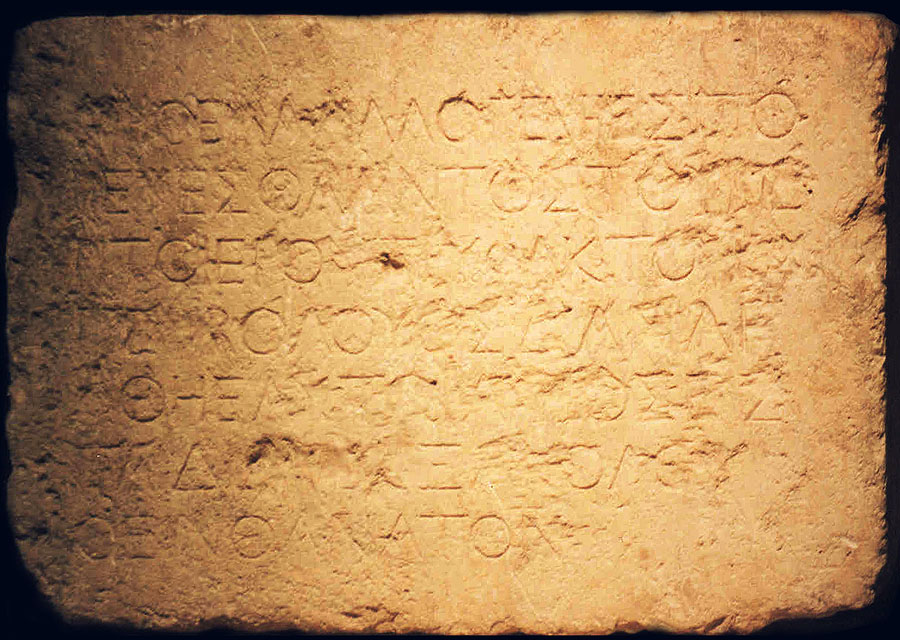
Сорегський напис, що застерігає неєвреїв від входу в святилище Другого храму

1871 р. Тесаний камінь розміром 60 см × 90 см (24 дюйм × 35 дюйм) і вигравіруваний грецькими унціалами був виявлений біля двору на Храмовій горі в Єрусалимі та визначений Чарльзом Саймоном Клермон-Ганно як напис «Храмове попередження» . Кам’яний напис окреслював заборону, яка поширювалася на тих, хто не належав до єврейської нації, виходити за межі soreg, що розділяє більший двір язичників і внутрішні двори. Напис у сім рядків зазначав:
ΜΗΟΕΝΑΑΛΛΟΓΕΝΗΕΙΣΠΟ
ΡΕΥΕΣΟΑΙΕΝΤΟΣΤΟΥΠΕ
ΡΙΤΟΙΕΡΟΝΤΡΥΦΑΚΤΟΥΚΑΙ
ΠΕΡΙΒΟΛΟΥΟΣΔΑΝΛΗ
ΦΘΗΕΑΥΤΩΙΑΙΤΙΟΣΕΣ
ΤΑΙΔΙΑΤΟΕΞΑΚΟΛΟΥ
ΘΕΙΝΘΑΝΑΤΟΝ

Переклад: "Нехай жоден іноземець не входить до парапету та перегородки, яка оточує територію Храму. Кожен, хто буде спійманий [у порушенні], буде притягнутий до відповідальності з подальшою смертю."
Сьогодні камінь зберігається в Музеї старожитностей Стамбула . 
У 1935 році був знайдений фрагмент іншого подібного храмового попереджувального напису. 
Слово «іноземець» має неоднозначне значення. Деякі вчені вважають, що воно стосувалося всіх язичників, незалежно від статусу ритуальної чистоти чи релігії. Інші стверджують, що це стосується ненавернених язичників, оскільки Ірод написав цей напис. Сам Ірод був наверненим ідумеянином (або ідумейцем) і навряд чи виключав себе чи своїх нащадків. 

## Юдаїзм в період Другого храму
Період між будівництвом Другого храму в 515 р. до н. е. і його знищенням римлянами в 70 р. н. е. був періодом великих історичних потрясінь і значних релігійних змін. Всі ці зміни прямо чи опосередковано пізніше вплинули на більшість авраамічних релігій.  В цей період в юдаїзмі відбулось створення канону старого заповіту, укорінення ролі законів та моралі, формування інституту синагог та сформувалось уявлення про те яким буде кінець світу.

## Відновлення Храму (Третій Храм)
Згідно з єврейською традицією, Храм буде відновлений під час приходу Месії (Машиаха). Це очікування залишається центральною частиною єврейської есхатології.
Згідно з християнським віруванням, Третій Храм буде збудований незадовго до Другого Пришестя Христа, під час правління антихриста. Ця подія розглядається як одна з ключових ознак наближення кінця світу в християнській апокаліптичній традиції.